# Challenger Providencia 2007
Il Challenger Providencia 2007 è stato un torneo di tennis facente parte della categoria ATP Challenger Series nell'ambito dell'ATP Challenger Series 2007. È stata la 3ª edizione del torneo, si è giocato dal 22 al 28 gennaio 2007 sui campi in terra rossa del Club Providencia di Providencia, nella Regione Metropolitana di Santiago, in Cile, e aveva un montepremi di $25 000.

## Vincitori

### Singolare
Martín Vassallo Argüello ha battuto in finale  Fabio Fognini con il punteggio di 1–6, 7–5, 6–4

### Doppio
Brian Dabul /  Marc López hanno battuto in finale  Pablo Cuevas /  Horacio Zeballos con il punteggio di 6–2, 3–6, [10-8]